# Socket FM1
Socket FM1是AMD於2011年6月所發表研發代號為「Llano」的新處理器所用的桌上型電腦CPU插槽，針腳有905個。
「Llano」處理器於筆記型電腦所用的插槽為Socket FT1；於小筆電所用的插槽為Socket FS1。

## 晶片組
- A55
- A75

## Socket FM2
第二代加速處理器（代號Trinity）採用全新的Socket FM2，取代Socket FM1，兩者互不相容。
Socket FM1的壽命僅有一年。